# Onthophagus lunulifer
Onthophagus lunulifer är en skalbaggsart som beskrevs av Antoine Boucomont 1914. Onthophagus lunulifer ingår i släktet Onthophagus och familjen bladhorningar. Inga underarter finns listade i Catalogue of Life.